# Музей ремесла Луостаринмяки
Музей ремесла Луостаринмяки (Монастырский холм) (фин. Luostarinmäen käsityöläismuseo швед. Klosterbacken) — музей под открытым небом, расположенный во II районе, в центральной части города Турку, у холма Вартиовуори.

## Общие сведения
Музей представляет собой 18 кварталов, в которых в более чем тридцати подлинных деревянных домах, сохранившихся на первоначальных местах, представлены традиционные ремесленные мастерские и жилые помещения и через них — строительные традиции, использование дерева, а также будничную жизнь живущих в XIX и XX веках финских ремесленников. Среди прочих, представлены, например, дома моряка и столяра, мастерская часового мастера и дом изготовителя табака.
Музей имеет свои почту и маленький магазин, в котором можно купить старинные сладости и финские ремесленные изделия. Кроме старинного жилья XIX века, здесь также представлены дом мужчин, живших в музее в 1960-е гг. и однокомнатная квартира старой женщины, умершей в 1980-х гг. — последнего жителя на территории музея.

## История создания

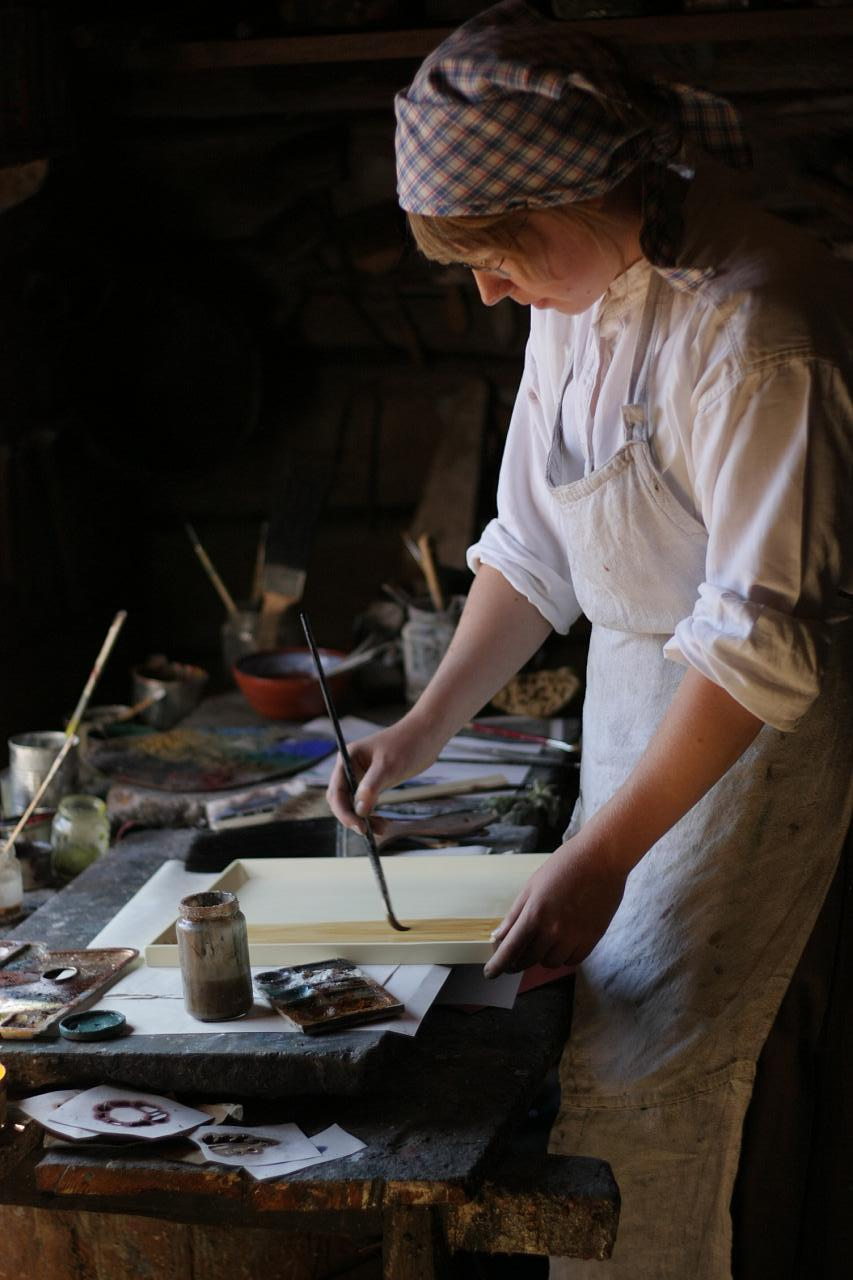

Первые дома на территории Луостаринмяки были возведены в конце XVIII века за границей тогдашнего города как жилой район для низших сословий: среднего класса и ремесленников. Самый старый участок измерен в 1789 г., а самый новый — в 1803 г. Практически жилой район в начале XIX века являлся в известном роде трущобами. Район, спасшийся от пожара г. Турку в 1827 г.располагался в стороне, рядом с холмом Вартиовуори, который в то время представлял собой сплошную скалу, из-за чего искры не смогли добраться до крыш Луостаринмяки.
Сохранившиеся после пожара строения по плану застройки К. Л. Энгеля было приказано разобрать. Но идея о сохранении района и основании музея ремесленников привела к созданию музея, и музей был открыт 29 июня 1940 года. В 1943 г. в музее были организованы первые Дни ремесленного искусства, которые впоследствии были расширены до известной в международном масштабе Недели ремесленного искусства, проводимого в конце августа.

## Интересные факты
Музей делает всемирно-уникальным то, что дома этого района не были собраны из разных мест, а они, подлинные, находились на своих подлинных местах. Нигде в мире такой подлинной целостности нет.
Музею присуждён международный туристический приз F.I.J.E.T. «Золотое яблоко» в 1984 году.